# Lukács Antal (közgazdász)
Vizmai Lukács Antal (Temesvár, 1842. október 21. – Csömör, 1909. augusztus 5.) közgazdász, pénzügyi szakember, a főrendiház tagja.

## Élete
Lukács Ignác (1811-1890) megyei főjegyző, később kúriai tanácselnök és valóságos belső titkos tanácsos és Koronghy Hermina Erzsébet (1821-1885) fia. Tanulmányait Pesten, Pozsonyban, Bécsben, Lipcsében és Drezdában végezte és úgy az egyetemi, mint a kereskedelmi tanulmányokban kiképezte magát. A kereskedelmi pályára lépve, először a Stametz & Comp. híres bankárcég üzletébe lépett, majd az osztrák földhitelintézet hivatalnoka lett, mígnem a magyar földhitelintézet megalakulásakor (1863) itt nyert alkalmazást mint pénztárnok. Ezután fokonként emelkedett és az intézet pénzügyi igazgatója lett. Tagja volt a kereskedelmi törvényjavaslat előzetes megvitatására összehívott enquètenek. A főrendiházba mindjárt a reform után jutott be; tagja a pénzügyi és az aranykészlet ellenőrzésére kiküldött országos bizottságnak és a delegációnak. 1898. június 9-én megkapta a II. osztályú vaskorona-rendet. 1870. november 26-án Aradon vette feleségül Czárán Gizella Aurélia Johannát (1848-1909).
Cikke a Budapesti Szemlében (Uj F. XIII. 1869. Az értékpapirok megsemmisitése kérdéséhez).

## További információk

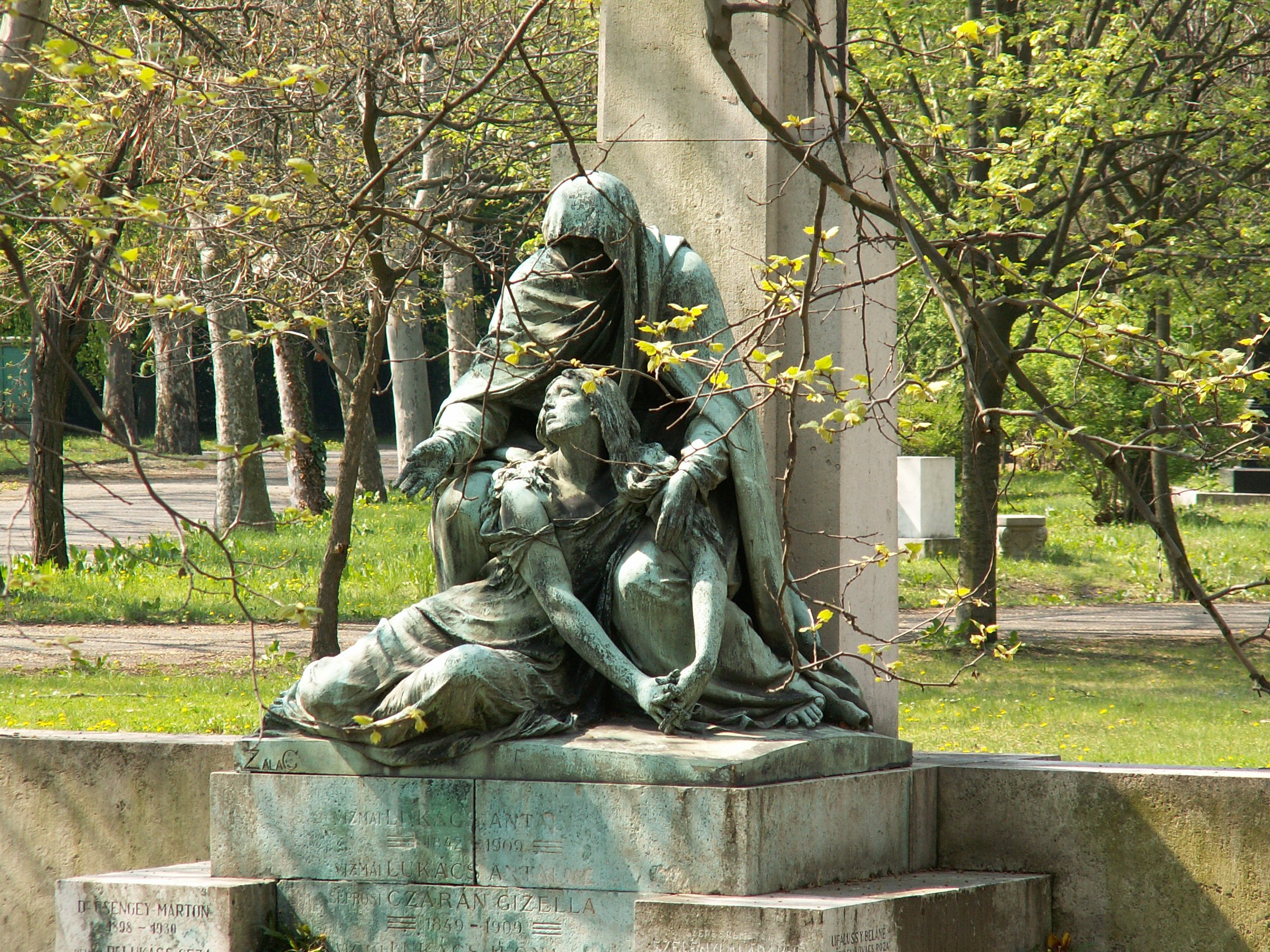
Sírja a Fiumei úti sírkertben (19-1-1). Zala György alkotása, 1912